# 메트로 마닐라 지하철

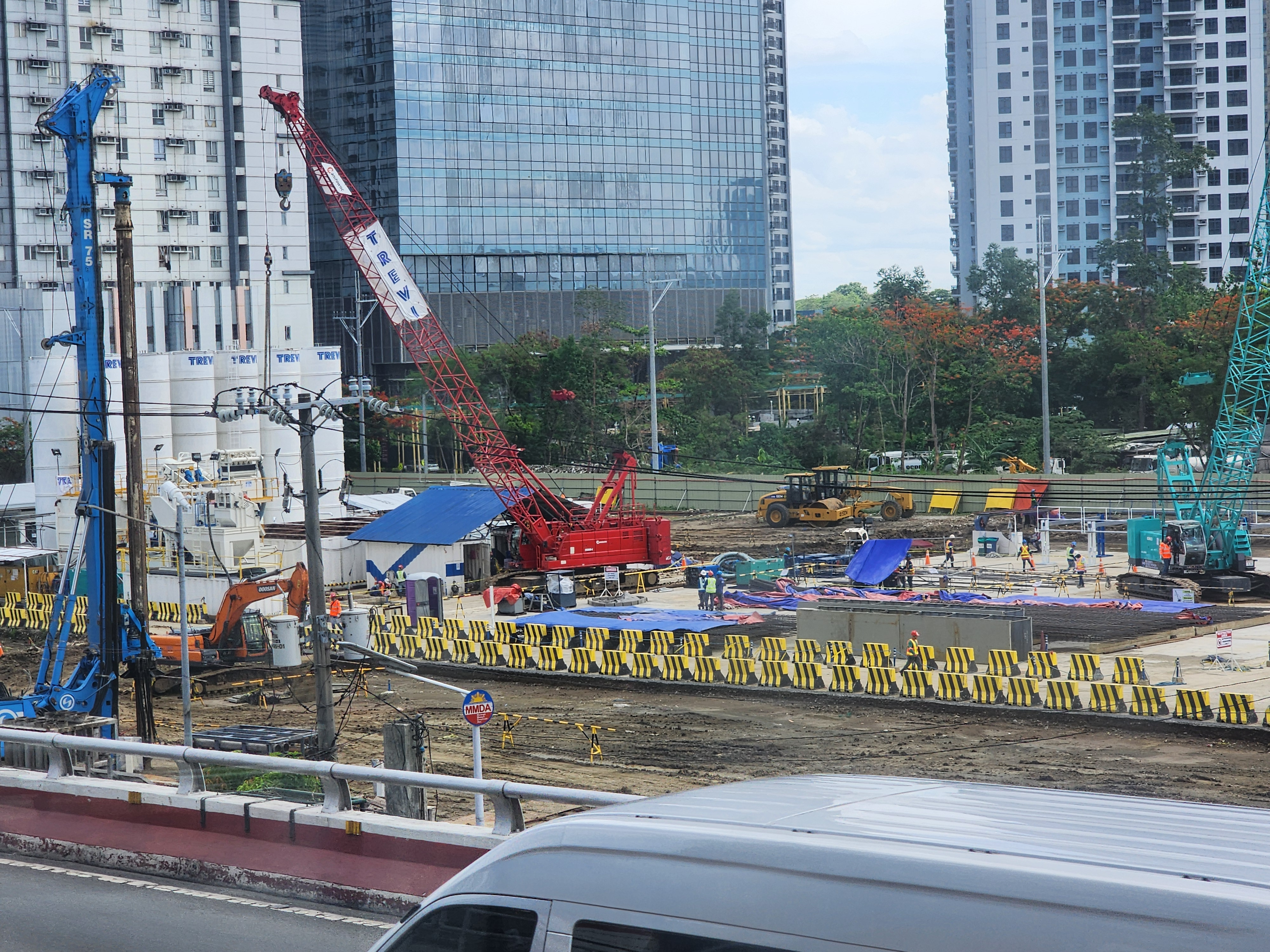
2024년 5월 공사 중인 지하철 케손애비뉴역

메트로 마닐라 지하철(영어: Metro Manila Subway)은 필리핀 메트로 마닐라에서 공사 중인 도시철도 시스템이다. 국가의 "세기 프로젝트"로 불리는 메트로 마닐라 지하철은 2019년 2월 27일에 착공되었고, 이듬해 12월에 공사가 시작되었다.